# Maria Malmer Stenergard

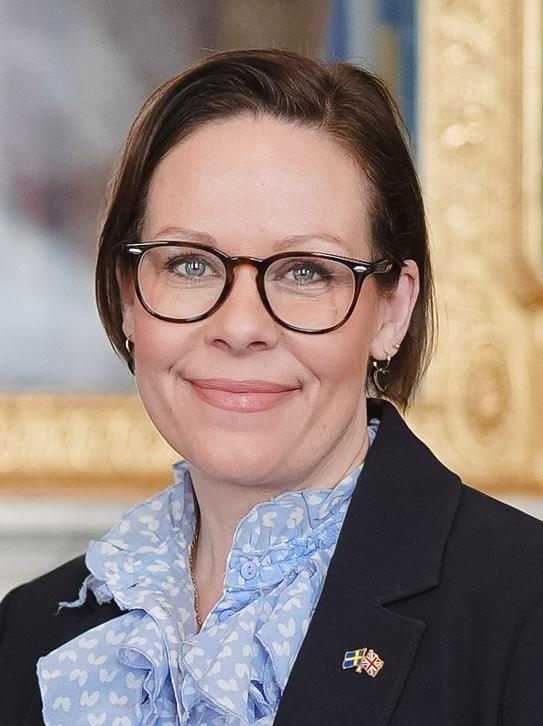
Maria Malmer Stenergard (2025)

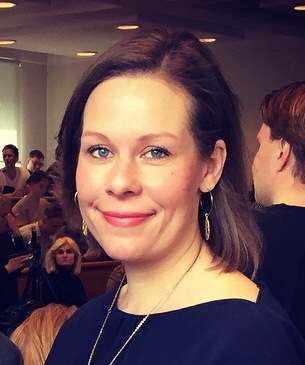
Maria Malmer Stenergard (2018)

Eva Maria Louise Malmer Stenergard (* 23. März 1981 in Norra Åsums, Kristianstads län) ist eine schwedische Politikerin der Moderaten Sammlungspartei (Moderata samlingspartiet), die seit dem 10. September 2024 schwedische Außenministerin ist. 
Zuvor war sie unter anderem zwischen 2014 und 2022 Mitglied des Reichstages und vom 18. Oktober 2022 bis zum 10. September 2024 Migrationsministerin im Justizministerium in der Regierung Kristersson.

## Leben
Eva Maria Louise Malmer Stenergard, Tochter des Rechtsanwalts Per Malmer und der Ökonomin Kerstin Malmer, begann nach dem Besuch des sozialwissenschaftlichen Zweiges in der Europaklasse der Obersekundarschule am Söderport-Gymnasium in Kristianstad ein Studium der Fachrichtung Informationssysteme an der Universität Uppsala, welches sie 2002 mit einem Bachelor of Arts (B.A. Information Systems) beendete. Nachdem sie zwischen 2002 und 2003 Mitarbeiterin für Technologieintelligenz beim Verpackungsunternehmen Tetra Pak war, begann sie 2003 ein Studium der Rechtswissenschaften an der Universität Lund und schloss dieses 2008 mit dem Juristexamen ab.
Während des Studiums engagierte sie sich zwischen 2006 und 2007 als Vize-Vorsitzende des Fria Moderata Studentförbundet, der Konföderation schwedischer konservativer und liberaler Studenten. Nach ihrer anwaltlichen Zulassung arbeitete sie 2008 kurzzeitig als angestellte Rechtsanwältin in der Anwaltskanzlei Advokatfirman Malmer & Larsson AB und daraufhin zwischen 2008 und 2011 als Mitarbeiterin am Bezirksgericht (Tingsrätt) für die Gemeinden Hässleholm und Osby. Im Anschluss war sie von 2011 bis 2014 Leitende Beamtin in der Kronofogdemyndigheten, eine zentrale schwedische staatliche Verwaltungsbehörde, die unter anderem für die Beitreibung und Vollstreckung unbezahlter Schulden zuständig ist.
Bei der Wahl vom 14. September 2014 wurde sie für die Moderate Sammlungspartei (Moderata samlingspartiet) im Wahlkreis 65 Skåne läns norra och östra erstmals zum Mitglied des Reichstages gewählt und wurde bei den darauf folgenden Wahlen am 9. September 2018 und 11. September 2022 jeweils wiedergewählt. Während ihrer Parlamentszugehörigkeit war sie Mitglied mehrerer Ausschüsse sowie zuletzt von 2019 bis 2022 Vorsitzende des Ausschusses für Sozialversicherungen (Socialförsäkringsutskottet). Zudem ist sie seit 2021 Mitglied des Landesvorstandes der Moderaten Sammlungspartei.
Am 18. Oktober 2022 wurde Maria Malmer Stenergard als Migrationsministerin (Migrationsminister) im Justizministerium in die Regierung Kristersson berufen und ist damit zuständig für die Bereiche Migration und Asyl. Am 10. September 2024 wurde sie als Nachfolgerin von Tobias Billström Außenministerin.
Maria Malmer Stenergard lebt in Åhus.